# 科利丘吉諾
56°18′N 39°23′E / 56.300°N 39.383°E
科利丘吉諾（俄语：Кольчу́гино）是俄羅斯弗拉基米爾州西北部的一個城市、科利丘吉諾區行政中心，距弗拉基米爾西北74公里。2002年人口47,059人。
1871年建立，1931年設市。